# Achromat

Symbolischer Strahlenverlauf beim Achromat: zwei Farben (hier rot und blau) haben dieselbe Schnittweite, bei grünem Licht ist sie jedoch kleiner

Ein Objektiv wird als achromatisch (von altgriechisch ἀχρώματος achrōmatos „ohne Farbe“) oder als ein Achromat bezeichnet, wenn die Änderung der Schnittweite mit der Wellenlänge für eine Wellenlänge verschwindet.
Wegen der Dispersion der optischen Materialien zeigt eine Einzellinse die sogenannte chromatische Aberration. Der Brechungsindex von Glas und anderen optischen Materialien nimmt kontinuierlich mit steigender Wellenlänge (Blau nach Rot) ab, wodurch die Brennweite der Linse und damit auch die Schnittweite (Abstand des Brennpunkts von der Linse) zunimmt. Durch Kombination einer positiven und einer negativen Linse aus Gläsern mit unterschiedlich steilem Brechzahlverlauf, d. h. mit unterschiedlicher Abbe-Zahl, lässt sich die Schnittweite in erster Näherung konstant machen und der Farblängsfehler der chromatischen Aberration weitgehend korrigieren. Die Schnittweite ist dann für eine Wellenlänge minimal und erhöht sich leicht bei zu- wie auch bei abnehmender Wellenlänge (im Normalfall, wenn kein Glas anomaler Dispersion eingesetzt wird). Wenn die beiden Linsen dünn sind und nur einen kleinen Abstand voneinander haben, entsteht auch kein erheblicher Farbquerfehler. Dieser hängt von der Bildhöhe ab und verursacht insbesondere am Rand des Bildfeldes störende Farbsäume an den Kanten der beobachteten Objekte.

## Erfindung in der Mitte des 18. Jahrhunderts
Die ersten achromatischen Doubletobjektive wurden etwa 1733 vom englischen Amateuroptiker Chester Moor Hall entworfen. Hall wollte seine Arbeit geheim halten und beauftragte zwei verschiedene Firmen mit der Herstellung der Kronglas- und der Flintglaslinsen (Edward Scarlett und James Mann). Diese gaben jedoch beide demselben Optiker einen Unterauftrag zur tatsächlichen Fertigung, George Bass. Dieser erkannte, dass beide Linsen für denselben Kunden waren. Nachdem er die beiden Linsen aneinandergefügt hatte, erkannte er deren achromatische Eigenschaften. Hall selbst jedoch erkannte die Tragweite seiner Erfindung nicht und blieb weithin unbekannt.
In den späten 1750er Jahren erwähnte Bass die Hallsche Erfindung dem französischstämmigen Engländer John Dollond gegenüber, der deren Potential erkannte und ihr Herstellungsprinzip reproduzieren konnte. Dollond reichte ein Patent ein, das ihm 1758 erteilt wurde. Um 1760 baute er die ersten guten, mit Achromatobjektiven ausgestatteten Fernrohre. Die Linsen waren dabei an ihrer Kontaktfläche miteinander durchsichtig verbunden (verkittet), wodurch störende Reflexe gering bleiben. Dazu verwendete man Kanadabalsam. Die Aperturen (Linsendurchmesser) waren zunächst auf 2 bis 3 Zoll beschränkt, stellten aber gegenüber 1-linsigen Objektiven, die man für ein scharfes Bild stark abblenden musste, einen gewaltigen Fortschritt dar.
Mit Hilfe der ihm ab 1832 (Firma Plössl, Wien) zur Verfügung stehenden zusammengesetzten achromatischen Mikroskope leistete Jan Evangelista Purkyně seine Pionierarbeit auf dem Gebiet der anatomischen Gewebelehre.
Um 1875 erzielte man bereits Öffnungen von 25 Zoll (z. B. der große Refraktor der Universitätssternwarte Wien), und bis zur Jahrhundertwende 40 Zoll (Yerkes-Sternwarte). Doch stößt bei solchen Einmeterlinsen schon die Durchbiegung der Linsen an ihre Grenzen, sodass man wieder zu kleineren Objektiven beziehungsweise auf Spiegelteleskope überging.

## Weiterentwicklungen
Der Achromat korrigiert das primäre Spektrum, wie man den unkorrigierten Farbfehler zwischen den beiden Auslegungswellenlängen bezeichnet. Ein Maß für den verbleibenden Farbfehler nennt man sekundäres Spektrum.
Von der ursprünglichen Bauform des Hall-/Dollondachromaten wurden verschiedene Varianten abgeleitet. So fügte Joseph von Fraunhofer die beiden Linsen nicht direkt zusammen, sondern ließ zwischen ihnen einen schmalen Luftspalt („Fraunhoferdoublet“ oder „Fraunhoferachromat“). Der Luftspalt kann in gewissem Umfang in der Breite verändert werden und erlaubt es v. a., den gegenüber liegenden Linsenoberflächen einen unterschiedlichen Radius zu geben. Ein Achromat, bei dem beide Linsen um eine kleine Strecke im Tubus voneinander getrennt sind, wird auch Dialyt genannt. Mit den gewonnenen Freiheitsgraden kann man die Koma korrigieren. Abhängigkeit der sphärischen Aberration von der Wellenlänge korrigieren.
Für kleinere Fernrohre mit den früher üblichen „langsamen“ Öffnungsverhältnissen von ca. f/15 treten bei der Beobachtung kaum störende Farbsäume auf. Bei großen achromatischen Refraktoren, die bei niedriger Bildunschärfe durch Luftunruhe prinzipiell wesentlich höhere Auflösungen erreichen müssten, tritt jedoch das sekundäre Spektrum bei höheren Vergrößerungen wieder stark störend hervor. Der Grund liegt darin, dass der absolute Farbrestfehler in Bogensekunden für ein bestimmtes Öffnungsverhältnis (abhängig von den Glasdaten) konstant ist und im Gegensatz zum beugungsbegrenzten Auflösungsvermögen nicht mit zunehmendem Objektivdurchmesser abnimmt.
Carl Friedrich Gauß hat sich ebenfalls mit der weiteren Verbesserung des Achromaten beschäftigt. Er berechnete ein Objektiv, bei dem die Korrektur der sphärischen Aberration für alle Wellenlängen konstant war. Sowohl das Objektiv als auch der von ihm korrigierte Fehler sind nach Gauß benannt („Gauß-Objektiv“ bzw. „Gauß-Fehler“).
Eine weitere Variante des achromatischen Doublets wurde von C. A. Steinheil & Söhne als „Steinheilobjektiv“ vermarktet. Die Anordnung der Linsen ist genau umgedreht wie beim Standardachromaten. Als erstes, feldseitiges Element dient eine negative Flintglaslinse, der eine positive Kronglaslinse folgt. Wie beim Fraunhoferachromaten trennt ein enger Luftspalt die beiden Linsen. Die Innenradien der Linsen sind stärker gekrümmt als beim Fraunhoferobjektiv. Um Zonenfehler zu vermeiden, wird eine Fläche per Hand retuschiert.
In der Fotografie wurden als Objektive von Anfang an Achromate eingesetzt (offizielles Datum der Erfindung: 1839). Für die Porträtfotografie wurde etwa gegen 1850 das optisch bessere Petzvalobjektiv entwickelt. Ab etwa 1870 wurden zwei leicht meniskusförmig gebogene Achromate zum Aplanat kombiniert. Aplanate wurden früher auch für Projektoren und werden auch heute noch für hochwertige Lupen eingesetzt. Es folgte als nächste wichtige Erfindung das noch schärfere, 3-linsige Cooke-Triplet. Heutige Fotoobjektive enthalten oft 5 bis 10 Linsen.
Für weitergehende Ansprüche, vor allem in der Mikroskopie, wurden sogenannte Apochromate entwickelt, die aus mindestens drei Linsen aus drei verschiedenen Glassorten bestehen.

## Einzelbelege
1. ↑  Wilhelm Pape, Max Sengebusch (Bearb.): Handwörterbuch der griechischen Sprache. 3. Auflage, 6. Abdruck, Vieweg & Sohn, Braunschweig 1914. 1914, abgerufen am 30. November 2016.
2. ↑  Maurice Daumas: Scientific Instruments of the Seventeenth and Eighteenth Centuries and Their Makers. Portman Books, London 1989, ISBN 0-7134-0727-1.
3. 1 2  Fred Watson: Stargazer. The life and times of the telescope. Allen & Unwin, 2007, ISBN 978-1-74175-383-7, S. 140–155 (google.com).
4. ↑  Eugene Hecht: Optik. Oldenbourg Wissenschaftsverlag, München 2009, 5. Auflage, Kapitel 6.3.2, S. 438 ff.
5. ↑  Fred Hoyle: Astronomy. A history of man's investigation of the universe. Rathbone Books, London 1962, LC 62-14108.
6. ↑  Sphaera—Peter Dollond answers Jesse Ramsden. Abgerufen am 31. Juli 2009. A review of the events of the invention of the achromatic doublet with emphasis on the roles of Hall, Bass, John Dollond and others.
7. ↑  Terje Dokland, Mary Mah-Lee Ng: Techniques in microscopy for biomedical applications. 2006, ISBN 981-256-434-9, S. 23 (google.com [abgerufen am 23. Februar 2012]).
8. ↑  Walter Kirsche: Jan Evangelista Purkyně 1787–1868. Ein Beitrag zur 200. Wiederkehr seines Geburtstages. Akademie-Verlag, Berlin 1989 (= Sitzungsberichte der Akademie der Wissenschaften der DDR. Jahrgang 1988, Nr. 5/N), ISBN 3-05-500520-1, S. 20–23.
9. ↑  J. E. Purkinje: Ueber ein für die hiesige Universität gebautes grosses Plössel’sches Mikroskop. In: Uebersicht d. Arbeiten und Veränderungen der schles. Gesellsch. f. Vaterländische Kultur im Jahre 1832. Breslau 1833, S. 39–42.
10. ↑  Karl Schwarzschild: Untersuchungen zur geometrischen Optik. III. Ueber die astrophotographischen Objective. = Investigations in Geometrical Optics. III. On Astrophotographic Objectives. In: Karl Schwarzschild: Gesammelte Werke. = Collected Works. Band 3. Edited by H. H. Voigt. Springer, Berlin u. a. 1992, ISBN 0-387-52457-6, S. 156–207, hier S. 169.
11. ↑  Rudolf Kingslake: Lens design fundamentals. Academic Press, New York NY u. a., ISBN 0-12-408650-0, S. 87.